# Vanessa Davidson
Vanessa Davidson  (née le 15 août 1984 à Kirkland dans la province de Québec au Canada) est une joueuse canadienne de hockey sur glace.

## Biographie
Surnommée «Vinny», elle commence à jouer au hockey dès l'âge de 5 ans.

### SIC
Davidson joue quatre ans (2006 à 2009) avec les Martlets de McGill où elle aide son équipe à gagner deux championnats de la SIC,.  Davidson est capitaine des Martlets  en 2009-2010 et capitaine adjointe de 2007 à 2009. Elle est au sommet historique des attaquantes de tous les temps chez les Martlets avec 145 buts, 158 mentions d'aide et 303 points.

### LCHF
À sa première saison avec les Stars de Montréal dans la Ligue canadienne de hockey féminin, elle étonne avec son impressionnant tir du poignet. En fin de saison, elle se classe parmi les 20 meilleures compteuses de la Ligue canadienne de hockey féminin. Lors du match de finale de la Coupe Clarkson, elle marque le but gagnant. Lors de sa deuxième saison 2011-2012, elle marque 24 buts et récolte 29 mentions d'assistance pour un total de 49 points en 27 maths, terminant ainsi au 3e rang du classement des compteuses de la ligue derrière ses coéquipières Meghan Agosta et Caroline Ouellette. Lors de la Coupe Clarkson 2012, Davidson contribue a la conquête de la Coupe avec un but en finale

### Carrière internationale
Membre de l'équipe universitaire nationale canadienne,  Davidson remporte une médaille d'or à deux des Jeux universitaires mondiaux (2009 et 2011).

## Statistiques

### En club
| Saison      | Équipe            | Ligue       |    | Saison régulière | Saison régulière | Saison régulière | Saison régulière | Saison régulière |   | Séries éliminatoires | Séries éliminatoires | Séries éliminatoires | Séries éliminatoires | Séries éliminatoires |
| Saison      | Équipe            | Ligue       | PJ | B                | A                | Pts              | Pun              | PJ               | B | A                    | Pts                  | Pun                  |                      |                      |
| 2010-2011   | Stars de Montréal | LCHF        | 27 | 12               | 8                | 20               | 24               | 4                | 2 | 0                    | 2                    | 2                    |                      |                      |
| 2011-2012   | Stars de Montréal | LCHF        | 27 | 24               | 25               | 49               | 26               | 4                | 1 | 2                    | 3                    | 6                    |                      |                      |
| 2012-2013   | Stars de Montréal | LCHF        | 14 | 5                | 6                | 11               | 6                | 4                | 1 | 0                    | 1                    | 10                   |                      |                      |
| 2013-2014   | Stars de Montréal | LCHF        | 23 | 11               | 20               | 31               | 20               | 3                | 0 | 0                    | 0                    | 6                    |                      |                      |
| Totaux LCHF | Totaux LCHF       | Totaux LCHF | 91 | 52               | 59               | 111              | 76               | 15               | 4 | 2                    | 6                    | 24                   |                      |                      |

## Honneurs et distinctions individuelles
- Nommée athlète féminine de l'année à deux reprises dans le championnat universitaire canadien.
- Élue 3 saisons consécutives dans l'équipe d'étoiles du championnat universitaire canadien(2007, 2008, 2009).
- Athlète féminine de l'année 2008 à l'Université McGill[9]
- 2 fois championne de la Coupe Clarkson (2010-2011) et (2011-2012)[10]